# Maria Prevolaraki
Maria Prevolaraki (in greco Μαρία Πρεβολαράκη?; Atene, 21 dicembre 1991) è una lottatrice greca, specializzata nella lotta libera.

## Palmarès
- Mondiali

Edmont 2012: bronzo nei -55 kg;
Parigi 2017: bronzo nei -53 kg.
- Europei

Tbilisi 2013: argento nei -55 kg;
Vantaa 2014: argento nei -56 kg;
Novi Sad 2017: bronzo nei -53 kg;
Kaspijsk 2018: bronzo nei -53 kg;
Varsavia 2021: argento nei 53 kg.
Budapest 2022: argento nei 53 kg.